# Dordrecht
Dordrecht  (prononcé en néerlandais : /ˈdɔrdrɛxt/ ; historiquement, en français et anglais : Dort, latin : Dordracum) est une commune néerlandaise située en province de Hollande-Méridionale. Elle est la plus vieille ville de Hollande, région regroupant les actuelles provinces de Hollande-Septentrionale et Hollande-Méridionale. Dordrecht fait partie de la conurbation de la Randstad (7 100 000 habitants) entre Amsterdam, Haarlem, La Haye et Utrecht. En décembre 2024, la commune compte 122 796 habitants, appelés les Dortois.

## Toponymie
Le nom de Dordrecht vient des noms originels : Thuredrith (d'environ 1120) ou Thuredrech ou Thuredrecht (d'environ 1200), ce qui signifie : « endroit guéable de la rivière la Thure ».

## Géographie

### Situation
Dordrecht se trouve sur une île, l'île de Dordrecht. L'île est entourée par la Vieille Meuse, la Merwede inférieure, la Nouvelle Merwede, le Hollands Diep et le Dordtsche Kil. Le Wantij traverse l'île de Dordrecht dans sa partie septentrionale.

### Communes limitrophes
| Zwijndrecht                       | Papendrecht                        | Sliedrecht                      |
| Hoeksche Waard                    | Dordrecht                          | Altena ( Brabant-Septentrional) |
| Moerdijk ( Brabant-Septentrional) | Drimmelen ( Brabant-Septentrional) |                                 |

### Transport
Dordrecht possède trois gares : la gare du centre de Dordrecht, de Dordrecht-Sud et de Dordrecht-Stadspolders.

## Histoire

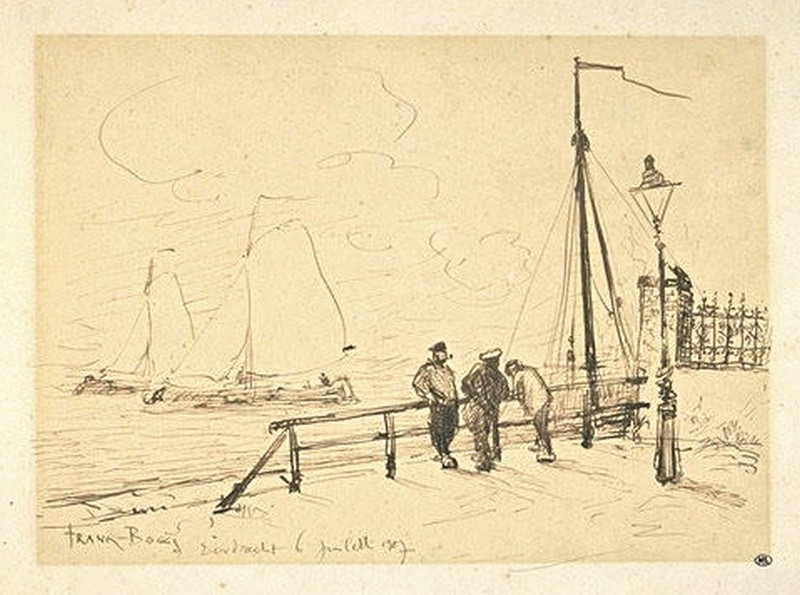
Marins à Dordrecht par Frank Boggs.

En 1220, Dordrecht obtint des droits municipaux. De ce fait, Dordrecht passe pour la ville la plus vieille de Hollande.
En 1421, Dordrecht subitement fut relié à la mer, sous l'effet de l'inondation de la Sainte-Élisabeth. Dordrecht devint une ville de commerce importante, grâce à sa situation stratégique. On faisait le commerce du vin, du bois et du grain. C'est pour cela qu'il y a beaucoup d'entrepôts à Dordrecht. Aujourd'hui, il y a toujours un grand entrepôt qui s'appelle « Bordeaux » dans la « rue du Vin » à Dordrecht.
On trouve aussi à Dordrecht le lycée classique le plus vieux des Pays-Bas : aujourd'hui nommé Johan de Witt-gymnasium, ce lycée fut établi en 1253.
Le 14 février 1489, deux traités d’alliance tournés contre le roi de France sont signés à Dordrecht, dans le cadre de la guerre franco-bretonne (1489-1491) : l’un entre l’Angleterre et l'Autriche, l’autre entre l'Autriche et l’Espagne.
En 1619 se tint dans la ville un important synode réformé, connu sous le nom de synode de Dort (mais aussi sous le nom de synode de Dordt ou synode de Dordrecht) avec des représentants de nombreuses Églises européennes, qui aboutit à la condamnation de l'arminianisme (Canons de Dordrecht) et affirma la doctrine de l'infralapsarisme (ce qui veut dire que, si le décret d'élection a  précédé chronologiquement la chute d'Adam, il en est cependant la conséquence dans l'ordre logique, autrement dit, l'élection a lieu avant la chute, mais parmi l'humanité considérée comme déchue).
La Confessio Belgica et le catéchisme de Heidelberg furent adoptés comme fondements de la foi réformée. Les opposants fondèrent alors les communautés des « remontrants », Églises réformées libérales qui existent encore aux Pays-Bas. Ce conflit théologique doit aussi se lire sur fond de querelles politiques et sociales entre orangistes et bourgeoisie républicaine.

Dordrecht fin du XIXe siècle par Eugène Boudin
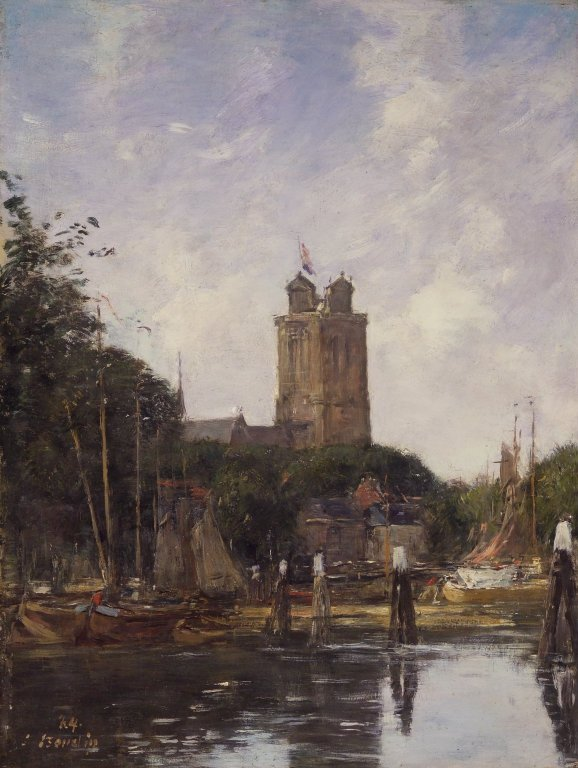
Dordrecht, l'Église Notre-Dame depuis le canal, 1871 New York, Brooklyn Museum[2].
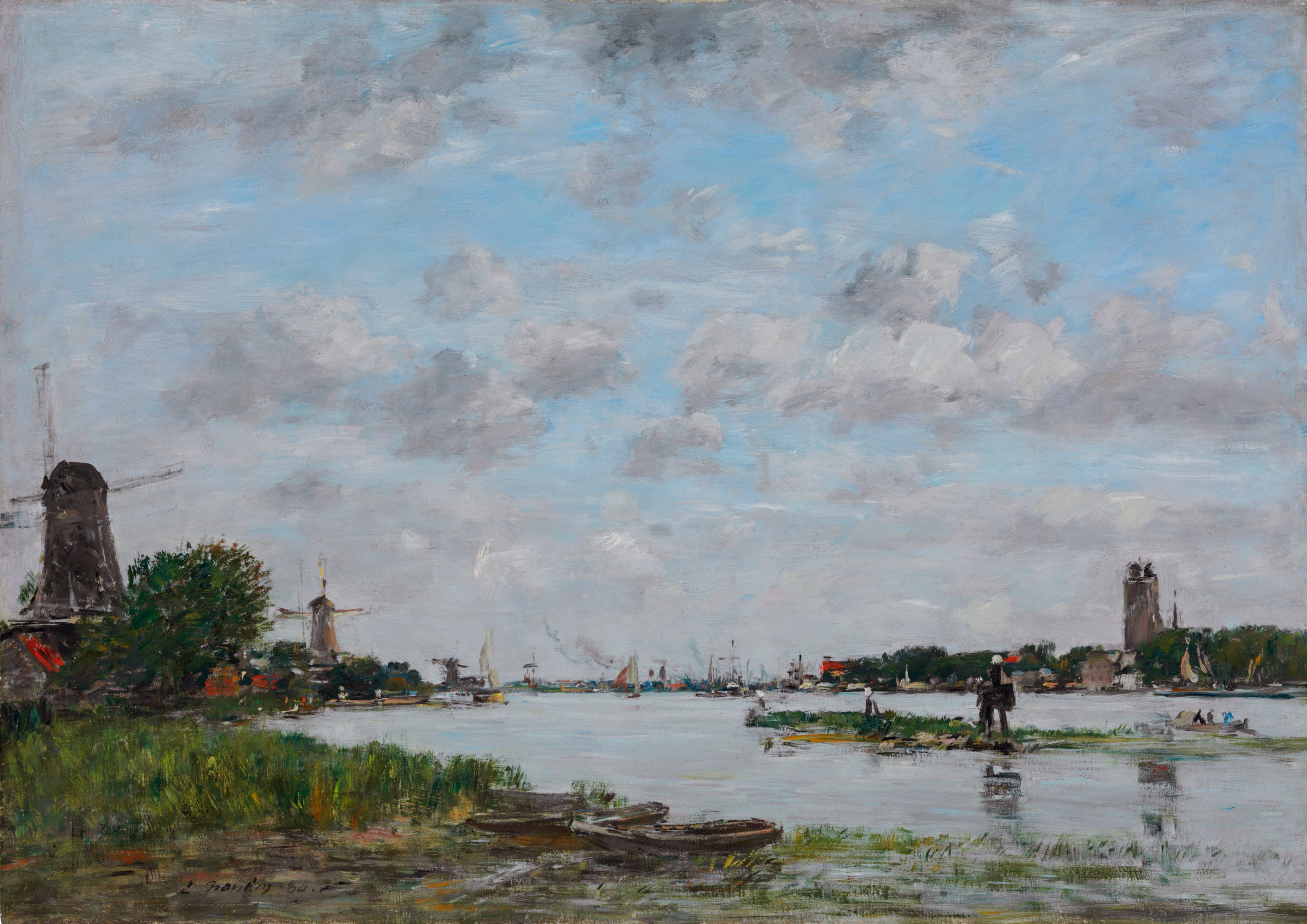
Dordrecht, la Meuse, 1884 Collection privée, Vente 2012[3].
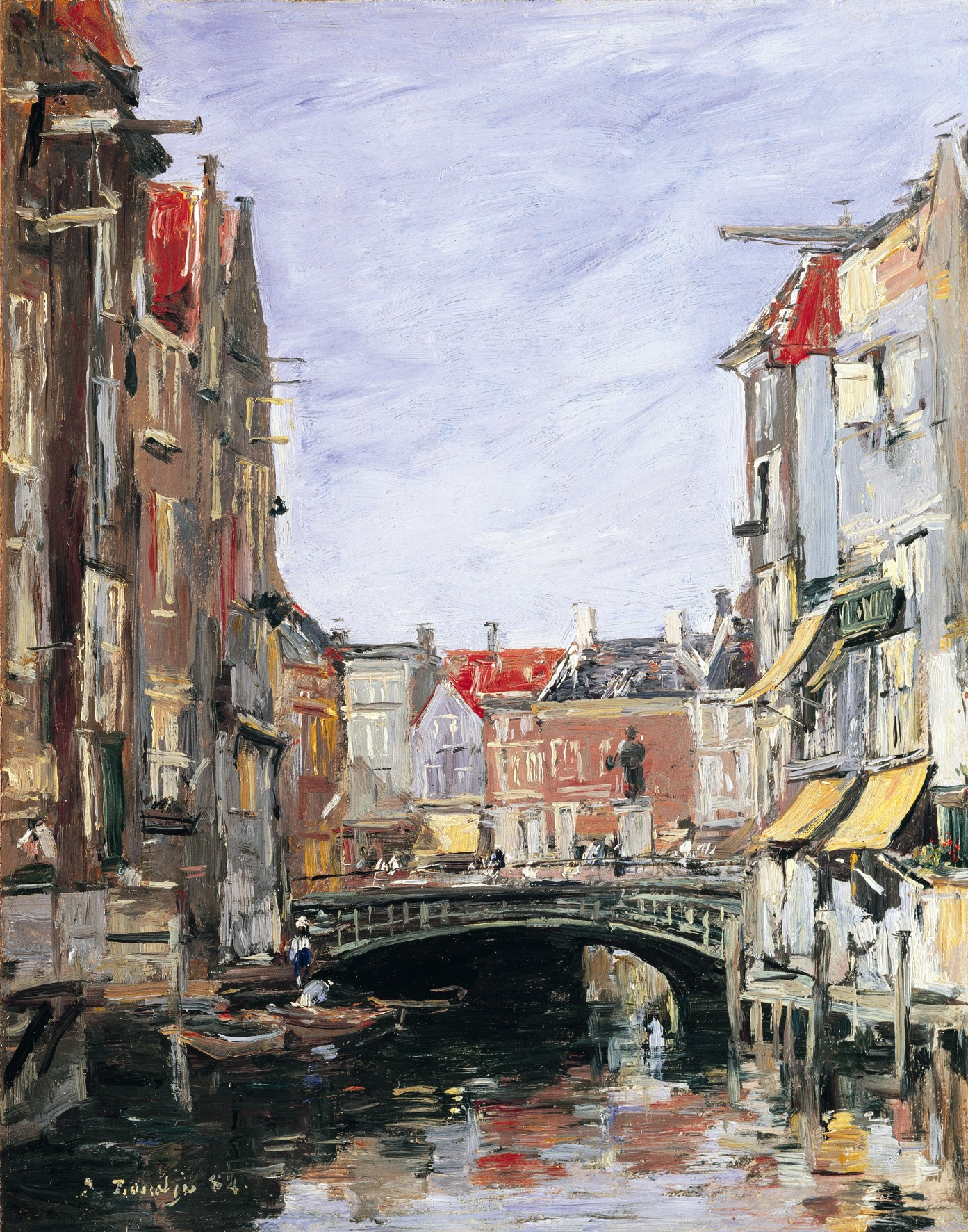
La Place Ary Scheffer, Dordrecht, 1884 Musée de Dordrecht[4].
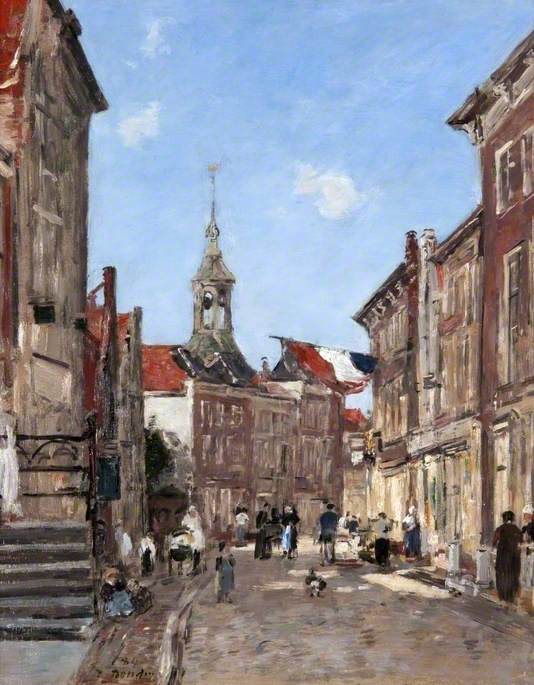
Une rue à Dordrecht Kelvingrove Art Gallery and Museum[5].

## Démographie

### Historique de la population
|      | Commune | Agglomération | Aire urbaine |
| ---- | ------- | ------------- | ------------ |
| 1960 | 81 909  | 147 092       | 168 468      |
| 1970 | 88 699  | 177 797       | 208 955      |
| 1980 | 107 453 | 217 915       | 251 261      |
| 1990 | 109 285 | 226 972       | 263 670      |
| 2000 | 119 821 | 241 218       | 280 387      |
| 2009 | 118 408 | 235 883       | 280 603      |

### Origines des habitants
|                                    | Valeurs absolues | Structure en % |
| ---------------------------------- | ---------------- | -------------- |
| Autochtones                        | 86 611           | 73,28          |
| Allochtones occidentaux            | 11 580           | 9,80           |
| Allochtones non occidentaux dont : | 19 996           | 16,92          |
| Turquie                            | 6 326            | 5,35           |
| Antilles néerlandaises et Aruba    | 3 037            | 2,57           |
| Suriname                           | 2 796            | 2,37           |
| Maroc                              | 2 611            | 2,21           |
| Autres                             | 5 226            | 4,42           |

## Politique et administration

### Liste des bourgmestres successifs
| Portrait                                                           | Identité                                                                | Période           | Période           | Durée                      | Étiquette                                        | Fonction              |
| Portrait                                                           | Identité                                                                | Début             | Fin               | Durée                      | Étiquette                                        | Fonction              |
| ------------------------------------------------------------------ | ----------------------------------------------------------------------- | ----------------- | ----------------- | -------------------------- | ------------------------------------------------ | --------------------- |
| Alfred Rudolph Zimmerman                                           | Alfred Rudolph Zimmerman (d) (19 janvier 1869 - 2 juillet 1937)         | 1er juillet 1899  | 1er mai 1906      | 6 ans et 10 mois           |                                                  |                       |
| Hillebrand Jacob Wichers                                           | Hillebrand Jacob Wichers (d) (3 avril 1859 - 15 janvier 1920)           | 1er juillet 1906  | 15 janvier 1920   | 13 ans, 6 mois et 14 jours |                                                  |                       |
| Johannes Wytema                                                    | Johannes Wytema (d) (30 mai 1871 - 11 juillet 1928)                     | 20 avril 1920     | 15 septembre 1923 | 3 ans, 4 mois et 26 jours  |                                                  |                       |
| Pieter Leonard de Gaay Fortman                                     | Pieter Leonard de Gaay Fortman (d) (17 décembre 1875 - 26 juillet 1954) | 2 novembre 1923   | 1er mai 1937      | 13 ans, 5 mois et 29 jours | Parti antirévolutionnaire                        |                       |
| Jacob Bleeker                                                      | Jacob Bleeker (d) (24 août 1885 - 14 novembre 1961)                     | 15 juin 1937      | 1943              | 6 ans                      |                                                  |                       |
| Johan Gijsbert van Houten                                          | Johan Gijsbert van Houten (d) (17 août 1895 - 3 juillet 1986)           | juillet 1943      | mai 1945          | 1 an et 10 mois            | Mouvement national-socialiste aux Pays-Bas       |                       |
| Jacob Bleeker                                                      | Jacob Bleeker (d) (24 août 1885 - 14 novembre 1961)                     | 7 mai 1945        | septembre 1950    | 5 ans et 4 mois            |                                                  |                       |
| Jan van der Dussen                                                 | Jan van der Dussen (d) (23 juin 1900 - 7 octobre 1989)                  | 1951              | 1965              | 14 ans                     | Parti travailliste                               |                       |
| Jaap van der Lee                                                   | Jaap van der Lee (d) (5 février 1918 - 8 décembre 2013)                 | 1er janvier 1966  | 1er décembre 1973 | 7 ans et 11 mois           | Parti travailliste                               |                       |
| Pas de portrait sous licence libre disponible pour Jan van Zuuren. | Jan van Zuuren (d) (5 février 1921 - 23 juin 2010)                      | 1974              | 1985              | 11 ans                     | Parti travailliste                               |                       |
| Pas de portrait sous licence libre disponible pour Jan Noorland.   | Jan Noorland (d) (28 octobre 1935 - 15 mai 2006)                        | 1985              | 2000              | 15 ans                     | Parti populaire pour la liberté et la démocratie |                       |
| Pas de portrait sous licence libre disponible pour Ronald Bandell. | Ronald Bandell (en) (24 août 1946 - 16 novembre 2015)                   | 16 juin 2000      | 1er février 2010  | 9 ans, 7 mois et 16 jours  | Parti travailliste                               |                       |
| Arno Brok                                                          | Arno Brok (en) (né le 29 juillet 1968)                                  | 1er février 2010  | 28 février 2017   | 7 ans et 27 jours          | Parti populaire pour la liberté et la démocratie |                       |
| Peter van der Velden, 24 novembre 2009.                            | Peter van der Velden (d) (né le 30 juin 1954)                           | 1er mars 2017     | 13 septembre 2017 | 6 mois et 12 jours         | Parti travailliste                               | Maire par intérim (d) |
| Wouter Kolff                                                       | Wouter Kolff (d) (né le 28 novembre 1976)                               | 13 septembre 2017 | 31 août 2024      | 6 ans, 11 mois et 18 jours | Parti populaire pour la liberté et la démocratie |                       |
| Peter van der Velden, 24 novembre 2009.                            | Peter van der Velden (d) (né le 30 juin 1954)                           | 23 septembre 2024 | En cours          | 9 mois et 28 jours         | Parti travailliste                               |                       |

### Division des quartiers et hameaux
La ville de Dordrecht est divisé en neuf districts :
| districts           | nom néerlandais | numéro du district | quartiers |
| ------------------- | --------------- | ------------------ | --- |
| Centre-ville        | Binnenstad      | 1                  | Binnenstad, 19e-eeuwse schil, Noordflank                                                                                  |
| Reeland             |                 | 2                  | Quartier du Transvaal (Transvaalbuurt), quartier indien (Indische Buurt) quartier des Oiseaux (Vogelbuurt), Land van Valk |
| De Staart           |                 | 3                  | Quartier du Nord (Noorderkwartier), Merwedepolder                                                                         |
| Vieux-Krispijn      | Oud-Krispijn    | 4                  | Quartier Van Gogh (Van Gogh-buurt)                                                                                        |
| Nouveau-Krispijn    | Nieuw-Krispijn  | 4                  | Quartier des Fleurs (Bloemenbuurt), quartier Orange (Oranjebuurt)                                                         |
| Stadspolders        |                 | 5                  | Oudelandshoek, De Hoven, Vissershoek                                                                                      |
| Wielwick            | Wielwijk        | 6                  | Zeehavenlaan, Dordtse Hout                                                                                                |
| Crabbehof-Zuidhoven |                 | 7                  | Crabbehof, Zuidhoven |
| Sterrenbourg        | Sterrenburg     | 8                  | Sterrenburg I, Sterrenburg II et Sterrenburg III                                                                          |
| Dubbeldam           |                 | 9                  | Petit-Dubbeldam (Klein-Dubbeldam), Vissersdijk                                                                            |

Font aussi partie de la commune les hameaux suivants :
- Amstelwijck
- Dordtse-Kil
- Kop-van-'t-Land
- Tweede Tol
- Wieldrecht
- Willemsdorp
- Zuidpolder

### Jumelages
| Ville | Ville          | Pays | Pays           | Période     |
| ----- | -------------- | ---- | -------------- | ----------- |
|       | Bamenda        |      | Cameroun       | depuis 1993 |
|       | Dordrecht (en) |      | Afrique du Sud | depuis 2006 |
|       | Hastings       |      | Royaume-Uni    | depuis 1982 |
|       | Recklinghausen |      | Allemagne      | depuis 1974 |
|       | Varna          |      | Bulgarie       | depuis 2001 |

## Dortois connus

### Nés à Dordrecht
- Aelbert Cuyp, peintre paysagiste, né en 1620 à Dordrecht.
- Johan de Witt, grand pensionnaire de Hollande, né en 1625 à Dordrecht.
- Adriaan Kluit (1735-1807), linguiste et historien.
- Gerrit Malleyn (1753-1816), peintre, né à Dordrecht.
- Abraham van Strij (1753-1826), peintre, né et mort à Dordrecht.
- Abraham Pompe van Meerdervoort, né à Dordrecht en 1764, homme politique.
- Johannes Christiaan Schotel (1787-1838), peintre, né et mort à Dordrecht.
- Ary Scheffer, peintre français d'origine hollandaise, né en 1795 à Dordrecht.
- Lucien den Arend, sculpteur né en 1943 à Dordrecht.
- Tine Joustra, actrice néerlandaise, née en 1964 à Dordrecht.
- Faye Bezemer, actrice née en 2000 à Dordrecht.
- Dilano van 't Hoff, pilote automobile né en 2004 à Dordrecht et mort en 2023 Francorchamps.

### Liés à Dordrecht
- Isaac Beeckman (1588-1637), mathématicien, physicien et philosophe, mort à Dordrecht.
- Paulus Bosveld (1732-1809), théologien et homme politique néerlandais.
- Jacob van Geel, peintre de l'âge d'or hollandais, mort à Dordrecht.
- Antoine Roest d'Alkemade (1782-1811), général hollandais des armées du Premier Empire, né à Dordrecht, mort dans l'exercice de ses fonctions à Modène (Italie).
- André de Meester, historien et théologien, mort à Dordrecht.

## Patrimoine architectural
- L'Église Notre-Dame de Dordrecht ou Grote Kerk, datant du XVe siècle ;
- Le Groothoofdspoort, datant de 1618 ;
- Le Groenmarkt[6].

## Galerie

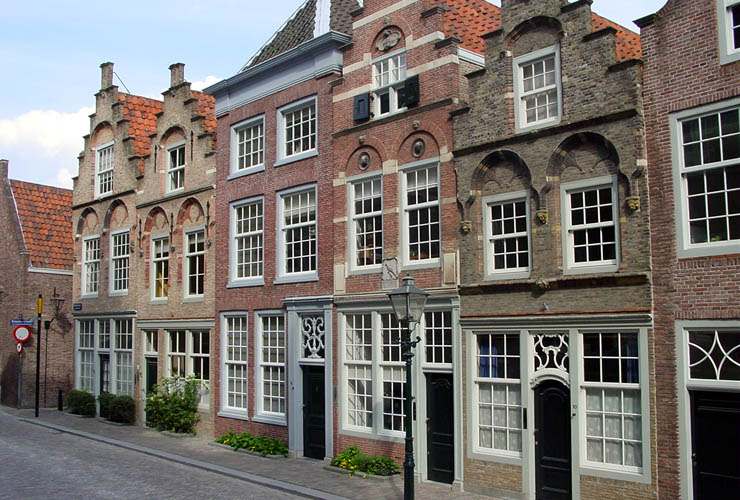
Hofstraat.
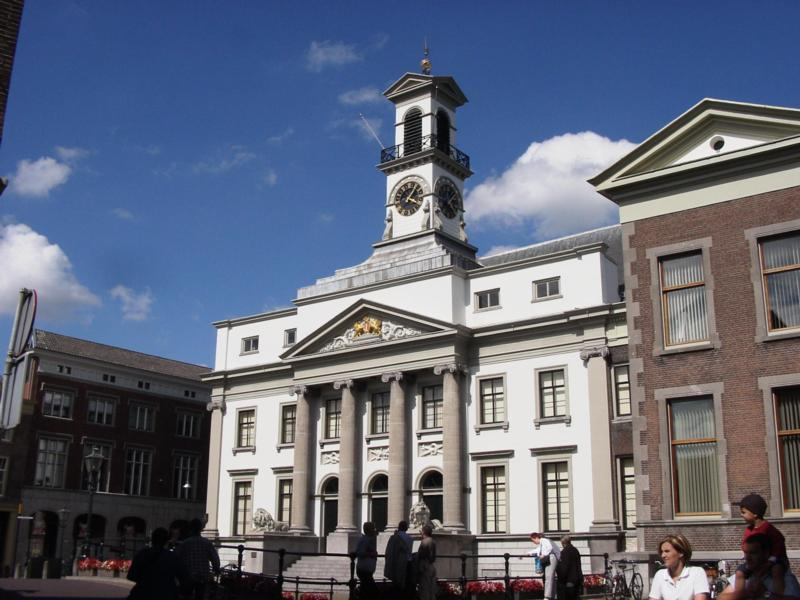
L'hôtel de ville.
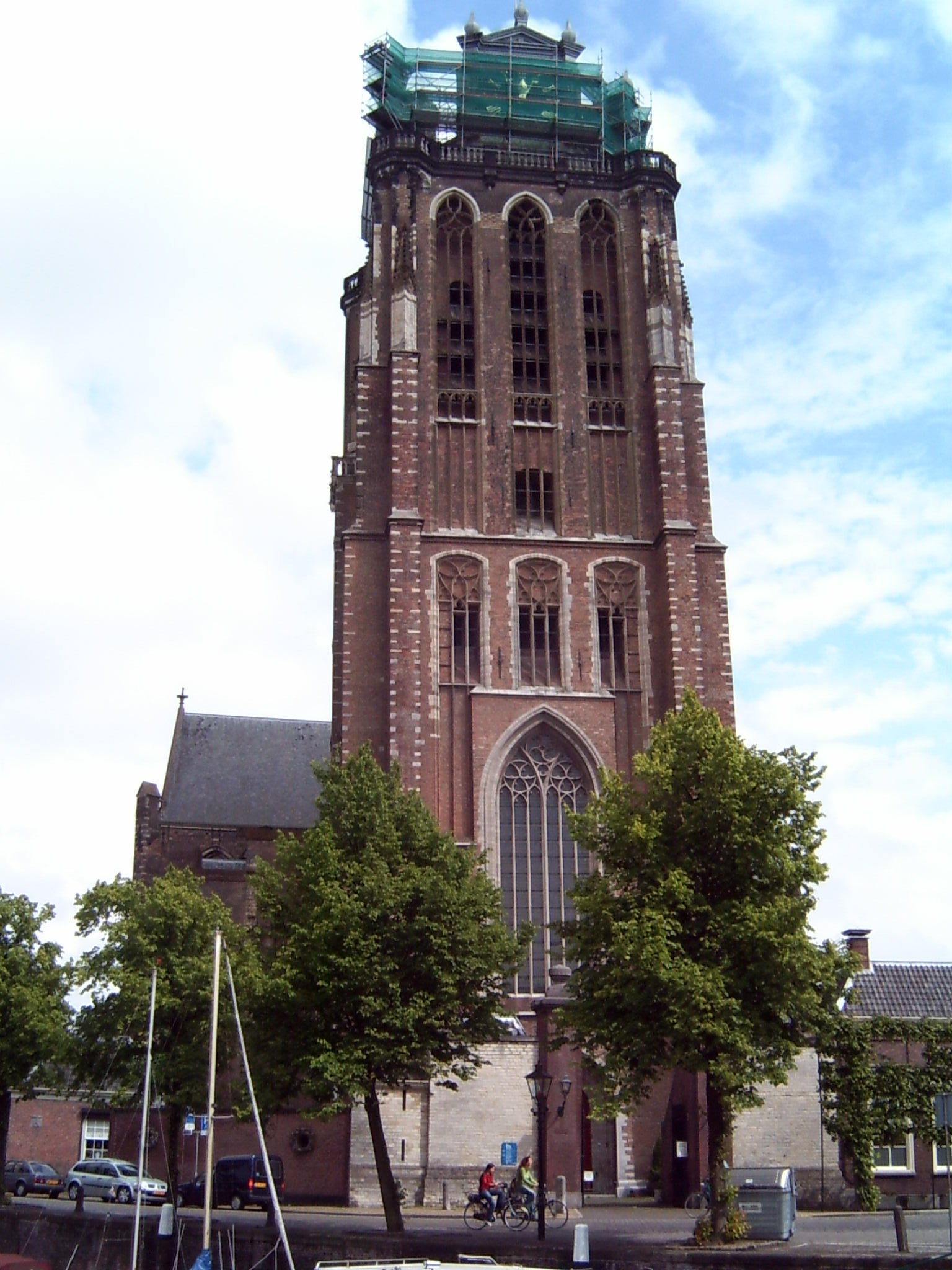
L'Église Notre-Dame.
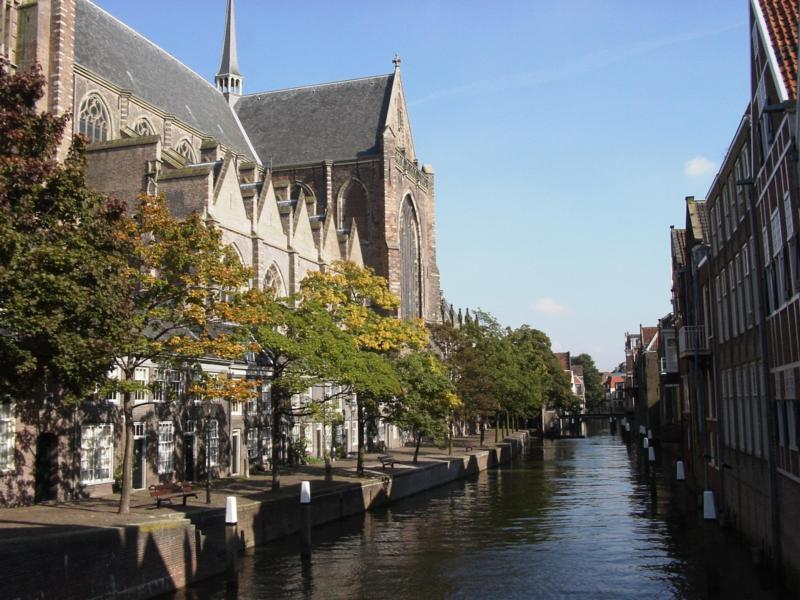
Le Pottenkade à côté de Notre-Dame.
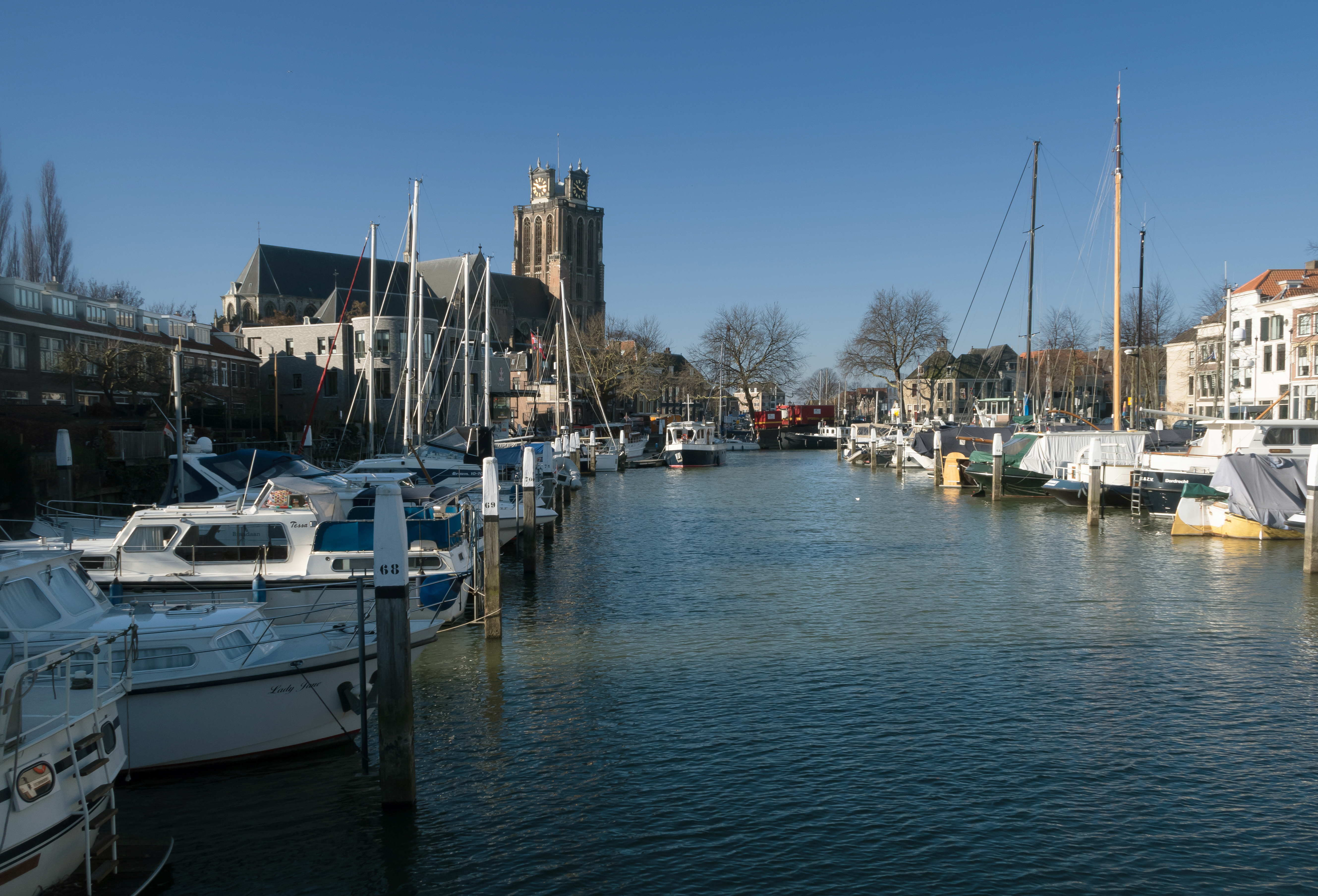
Vue sur l'église Notre-Dame.
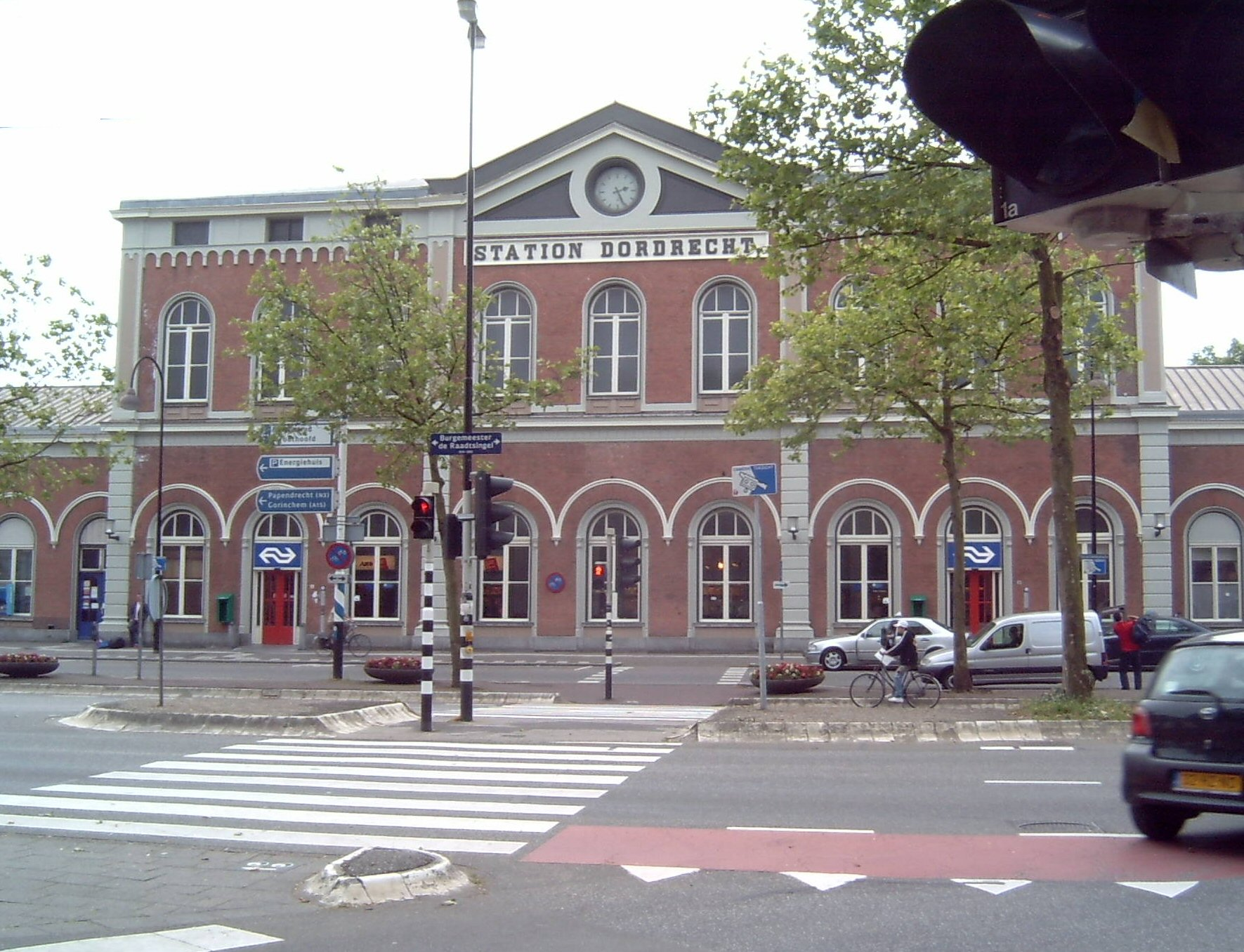
La gare.
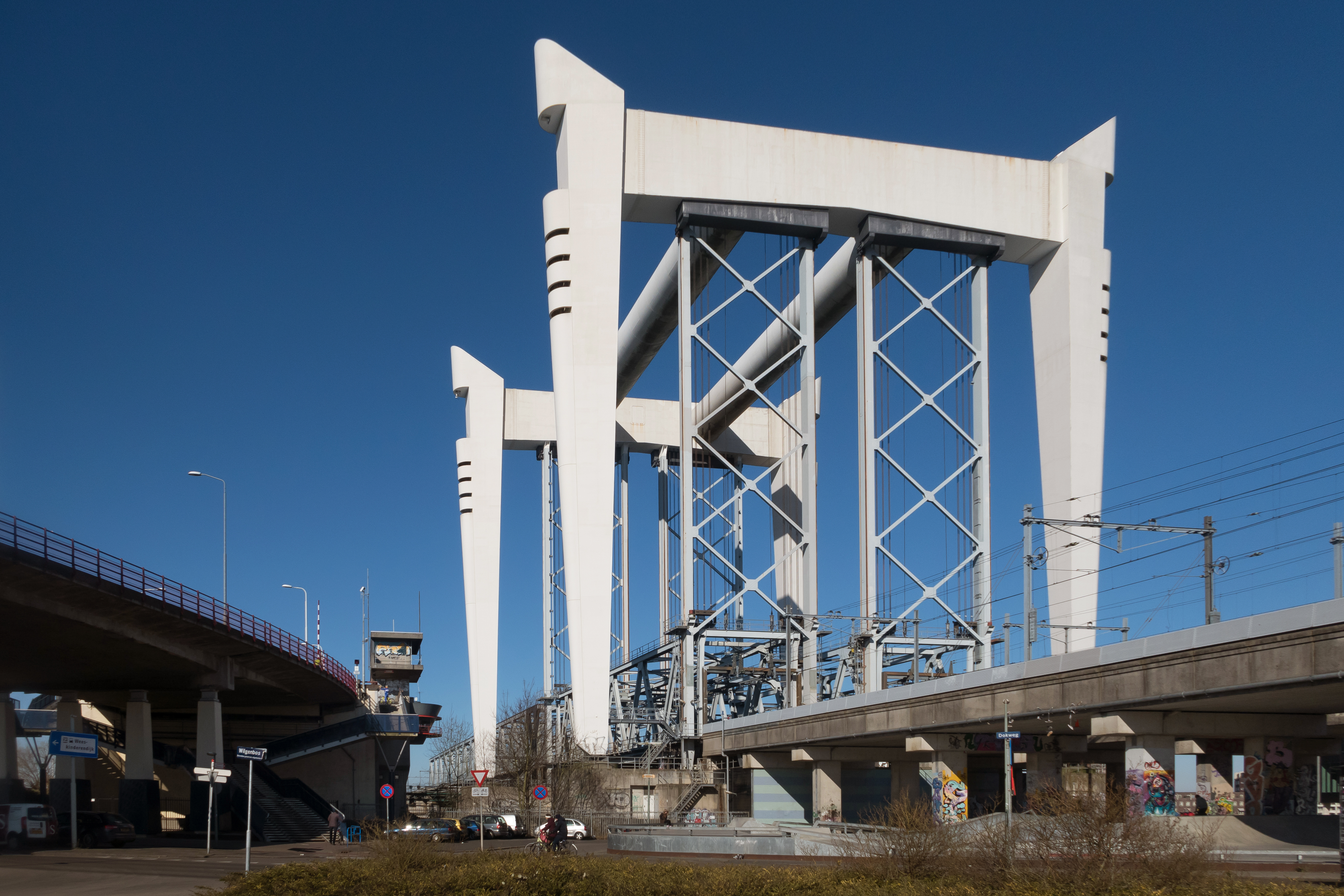
Le pont de Zwijndrechtse Brug.
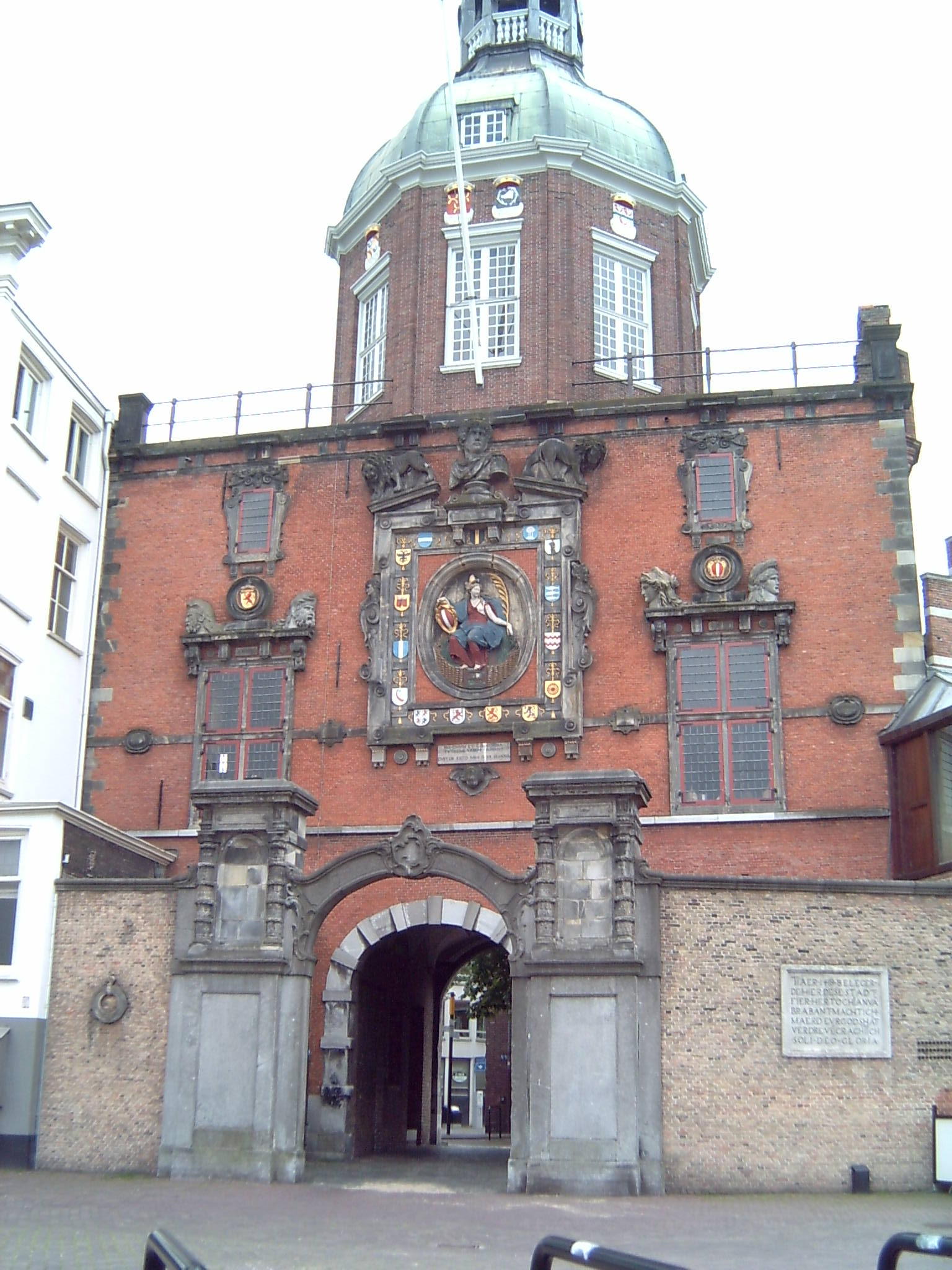
Groothoofdspoort.
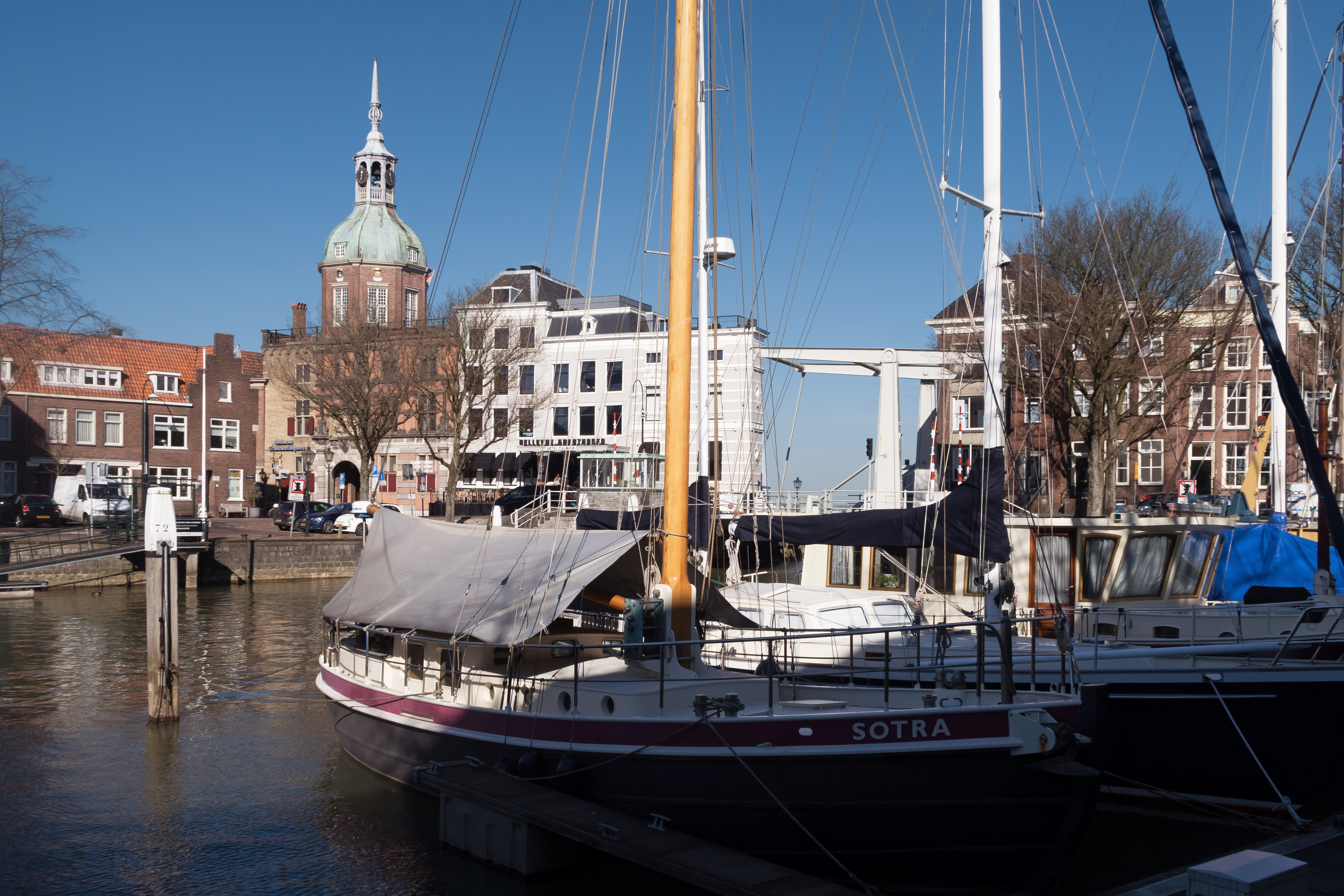
La porte (de Groothoofdspoort) de la Taankade.
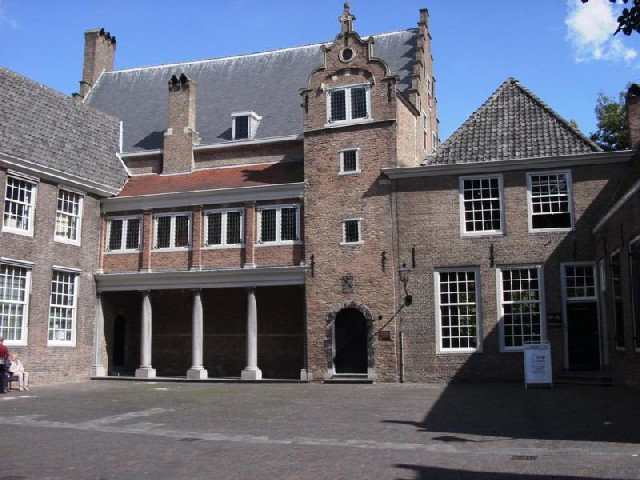
Het Hof (La Cour).
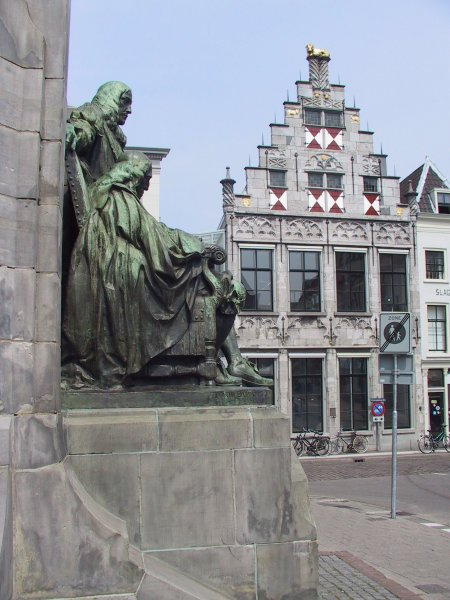
La statue des frères de Witt (Johan et Cornelius) et la bibliothèque.
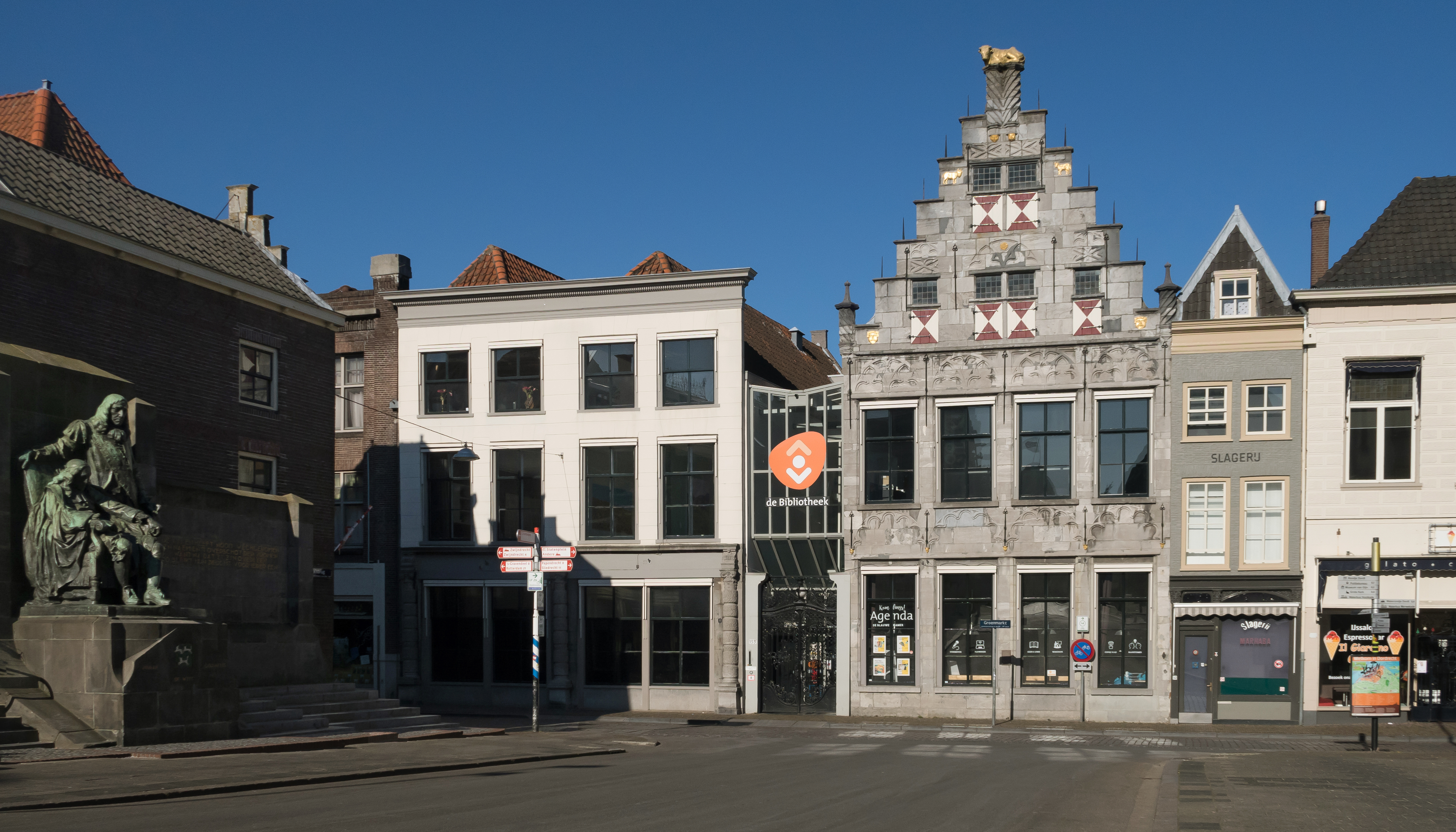
Vue sur la rue (Visbrug-Groenmarkt).
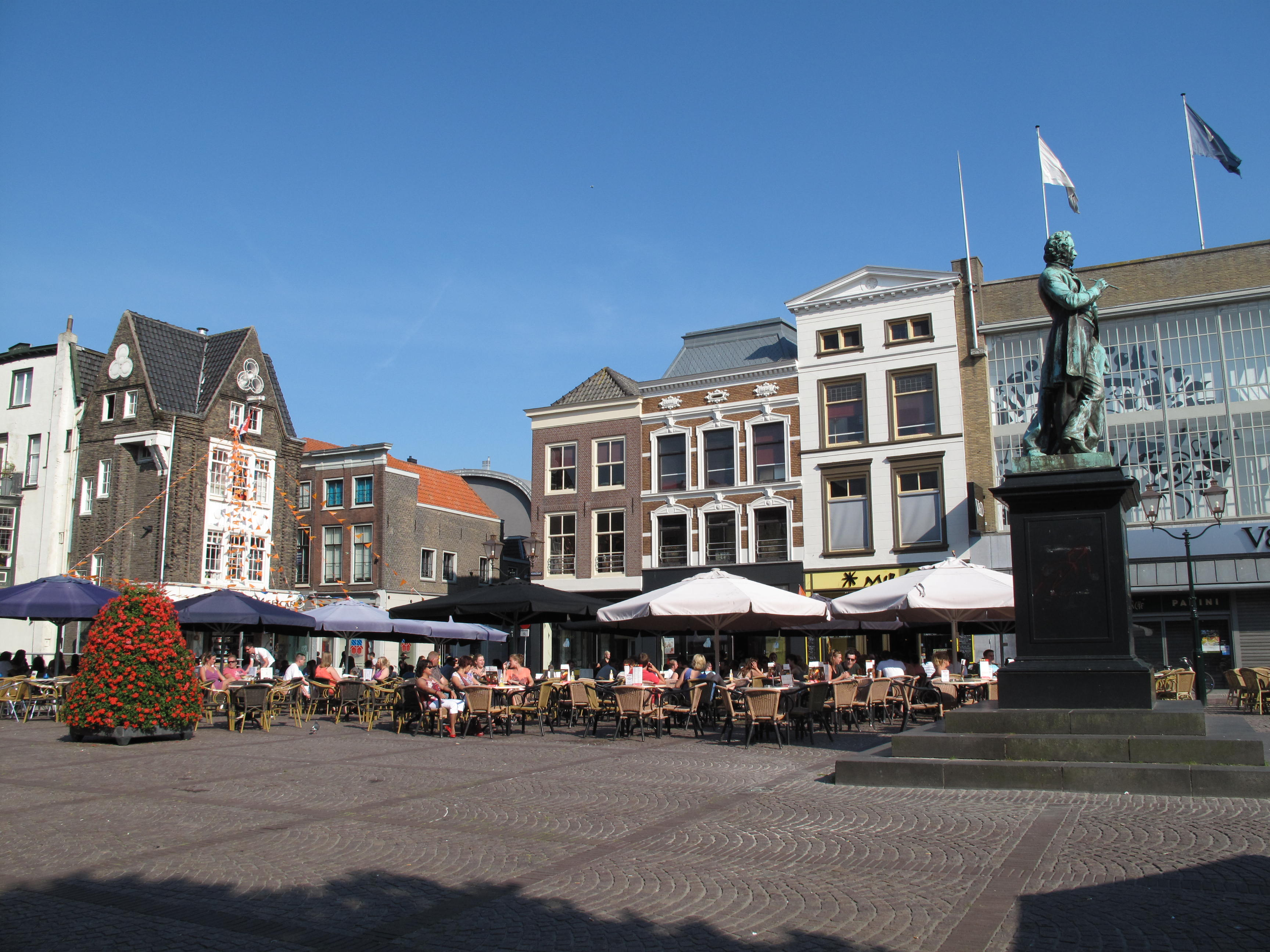
Vue sur la rue het Scheffersplein.
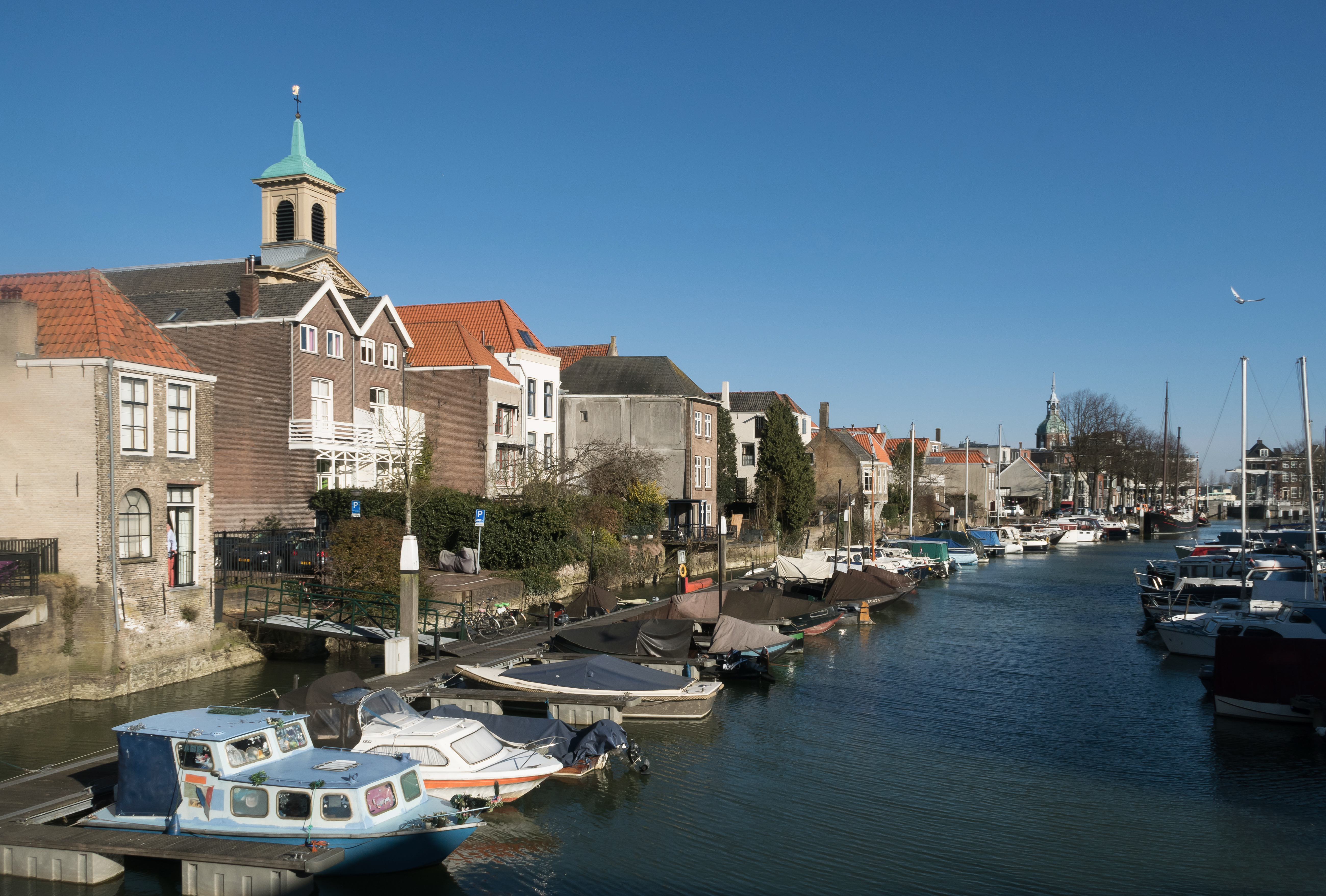
Vue sur le Wijnhaven.
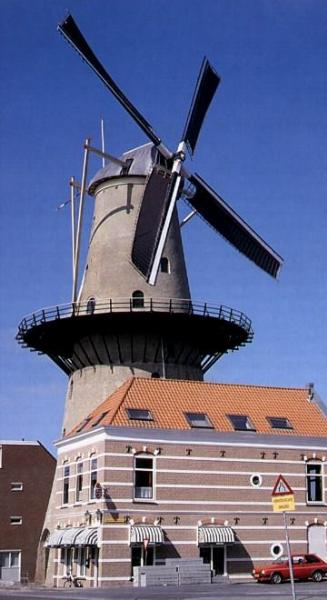
Moulin à vent Kyck over den Dyck.
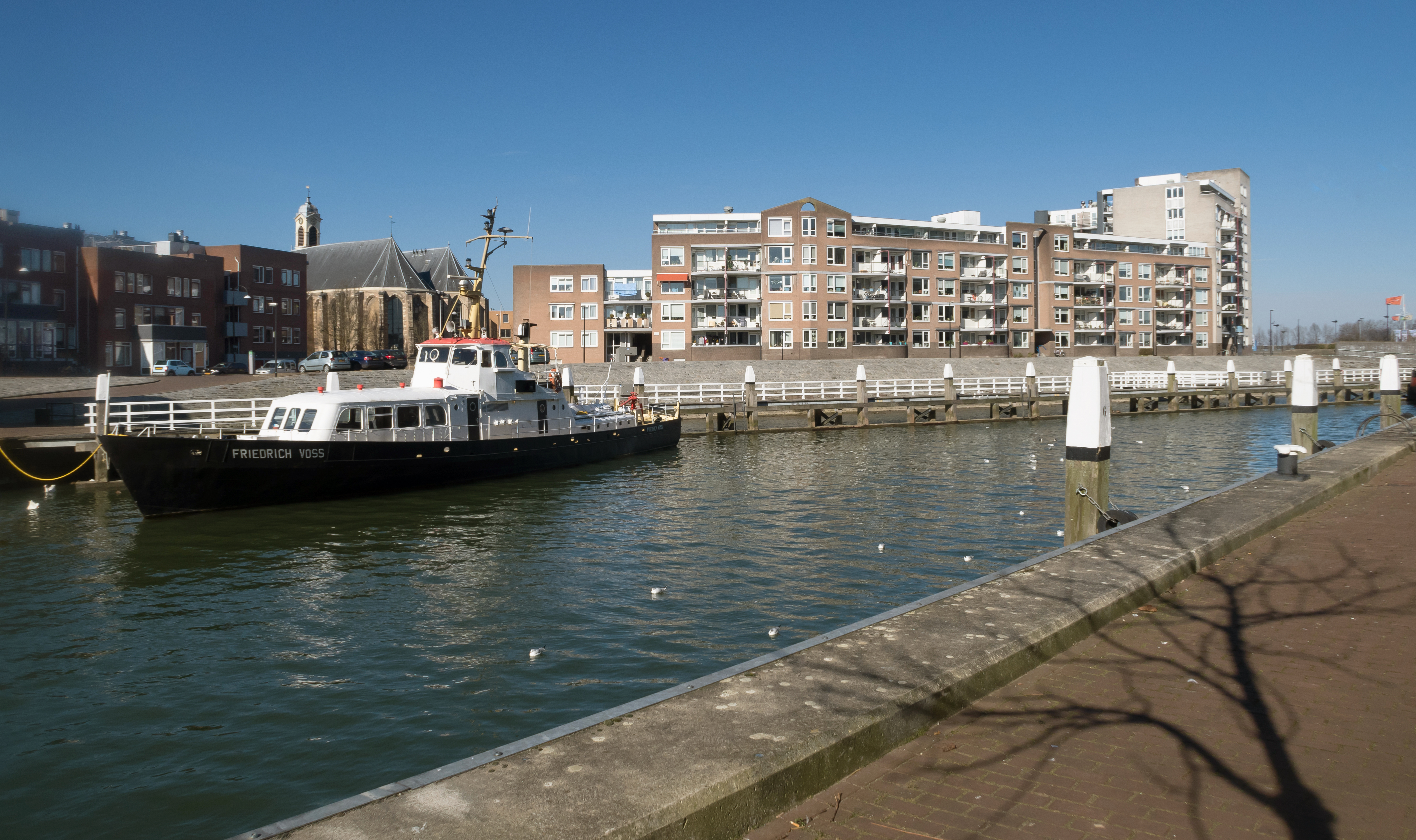
Le Friedrich Voss vu de la Schuttevaerkade.